# Coenagrionidae
Los cenagriónidos (Coenagrionidae) son una familia de odonatos del suborden Zygoptera (caballitos del diablo) de tamaño pequeño a mediano (20 a 45 mm). A diferencia de sus parientes de mayor tamaño, pueden plegar las alas cuando descansan. Son bastante comunes y se encuentran distribuidos en todo el mundo, con el cuerpo más esbelto, abdomen alargado y vuelo más débil. Tienen la cabeza alargada transversalmente y los ojos separados. Los adultos inmaduros por lo general son más pálidos, de color castaño claro con líneas o manchas blancuzcas. Las alas son agostas, ambos pares con forma y venación similares.
La coloración de machos y hembras es muy diferente; los machos son generalmente de colores vistosos celeste, rojo, verde y las hembras de color castaño. Las hembras tienen ovipositor y el abdomen más corto y grueso que el de los machos. 

## En el mundo
Costa Rica tiene alrededor de 50 especies distribuidas en 12 géneros y posiblemente aún quedan varias especies por descubrir. 
Las especies más frecuentes son las de los géneros Acanthagrion, Argia, Ischnura y Telebasis. El género Argia por sí solo tiene casi 30 especies, y son los cenagriónidos más comunes. 
Esta familia se encuentra en todos los tipos de ambientes acuáticos: quebradas, ríos, pantanos y lagunas, tanto en bosque seco como húmedo. Su vuelo es lento; generalmente se posan cerca del agua, manteniendo el cuerpo en posición horizontal y las alas cerradas. Los machos permanecen posados la mayor parte del tiempo y en algunas especies son territoriales. Las hembras suelen acercarse al agua más tarde durante el día que los machos. La cópula ocurre a la orilla del agua sin cortejo previo, después de lo cual la hembra desova, en la mayoría de los casos enganchada al macho. Las hembras insertan los huevos con el ovipositor en el tallo de plantas acuáticas o en la vegetación semisumergida.
En la península ibérica existen representantes de catorce especies distribuidas en seis géneros: Pyrrhosoma (1 especie), Ischnura (3 especies), Coenagrion (6 especies), Enallagma (1 especie), Erythromma (2 especies) y Ceriagrion (1 especie):
- Ceriagrion
  - Ceriagrion tenellum

- Coenagrion
  - Coenagrion caerulencens
  - Coenagrion hastulatum
  - Coenagrion mercuriale
  - Coenagrion puella
  - Coenagrion pulchellum
  - Coenagrion scitulum

- Enallagma
  - Enallagma cyathigerum

- Erythromma
  - Erythromma lindenii
  - Erythromma viridulum

- Ischnura
  - Ischnura elegans
  - Ischnura pumilio
  - Ischnura graellsii

- Pyrrhosoma
  - Pyrrhosoma nymphula

En Chile hay únicamente registradas 10 especies de Zygoptera, de las cuales uno pertenece a la familia Lestidae, una a la familia Hetaerinidae y el resto pertenecen a la familia Coenagrionidae, a continuación la lista de las especies representantes de esta familia en Chile.
- Acanthagrion
  - Acanthagrion interruptum

- Amphiagrion
  - Amphiagrion titicacae

- Antiagrion
  - Antiagrion antigone
  - Antiagrion blanchardi
  - Antiagrion gayi

- Ischnura
  - Ischnura fluviatilis
  - Ischnura ramburii

- Oxyagrion
  - Oxyagrion rubidum

A esta Familia pertenece la única especie conocida de Odonato que se reproduce por partenogénesis, es decir, las hembras ponen huevos fértiles sin necesidad de la participación de los machos: Ischnura hastata.